# فال‌آوت ۷۶
فال‌آوت ۷۶ (انگلیسی: Fallout 76) یک بازی ویدئویی چندنفره در سبک نقش‌آفرینی اکشن و جهان باز است که توسط شرکت بتزدا گیم استودیوز توسعه یافته و به‌وسیلهٔ بتزدا سافت‌ورکز در ۱۴ نوامبر سال ۲۰۱۸ برای پلت‌فرم‌های پلی‌استیشن ۴، مایکروسافت ویندوز و ایکس‌باکس وان ساخته و منتشر شد.

## روند بازی
بیشتر روند بازی به سه بخش بقا، یافتن آیتم و نابود کردن دشمنان خلاصه می‌شوند. بقا، یکی از عناصر اصلی و کلیدی این نسخه است. بازیکن باید همیشه مراقب میزان گرسنگی و تشنگی کاراکتر خود باشد و هم‌زمان به دنبال منابع و آیتم‌های موجود بگردد. در بازی هیچ شخصیت غیرقابل‌بازی وجود ندارد، بنابراین سیستم دیالوگ نیز در بازی وجود ندارد و تعاملات بیشتر با محیط پیرامون بازیکن صورت می‌گیرد. مأموریت‌های فرعی در بازی وجود دارند و بازیکن می‌تواند با پیدا کردن نوارها و فایل‌های صوتی جزئیات مأموریت‌ها را بشنود و آن‌ها انجام دهد؛ این نوارها و فایل‌های صوتی داستان‌های فرعی این جهان را توسط کسانی که پیشتر در این جهان زندگی کرده‌اند را روایت می‌کنند. در این نسخه کارهای بازیکن و عملکرد وی بر جهان بازی اثر نمی‌گذارد و حق انتخاب ندارد. بسیاری معتقدند که این دو مورد ذکر شده در بالا یکی از نقاط ضعف این نسخه نسبت به نسخه‌های پیشین است.
هرچند به دلیل آنلاین بودن بازی، تمام شخصیت‌های درون بازی بازیکنان دیگر هستند ولی همچنان رباتهای هوشمند در بازی وجود دارند. سیستم مبارزات به خوبی طراحی شده‌اند. زمانی که یک بازیکن به دیگری حمله می‌کند در ابتدا شلیک اول صدمه چندانی به بازیکن وارد نمی‌کند اما در صورتی که هر دو بازیکن نبرد را قبول کنند سیستم به حالت عادی برمی گردد. با این حال هر دو بازیکن باید ورود به نبرد را قبول کنند و کشتن یک بازیکن بدون قبول کردن او برای ورود به نبرد موجب می‌شود فرد به قاتل تحت تعقیب تبدیل شود و با یک ستاره مکان وی در نقشه مشخص می‌شود. در ضمن بازیکن قاتل هیچ پاداشی اعم از امتیاز یا کپ دریافت نکند و نتواند بازیکنان دیگر در نقشه ببیند. این سیستم مبارزه جدیدترین روش مجازات در بازی‌های ویدیویی تاکنون می‌باشد.
در نقشه بازی سیلوهای مخصوص سلاح هسته‌ای قرار دارند که بازیکنان با پیدا کردن کد مخصوص می‌توانند از آن‌ها استفاده کنند و در هر نقطه از نقشه آن را شلیک کنند، برای پیدا کردن این کدها بازیکنان باید انسان‌های جهش‌یافته را نابود کنند تا بتوانند تکه‌های مختلف کد را پیدا کنند، پس از استفاده از بمب‌های هسته‌ای، قسمتی از نقشه که بمب در آنجا شلیک شده‌است تغییر می‌کند و آیتم‌های کمیاب در آنجا پدیدار می‌شوند، البته دشمنان بسیار قوی هم در آنجا پدیدار می‌شوند تا بازیکنان نتوانند به راحتی به آیتم‌ها دسترسی پیدا کنند و مجبور شوند از سلاح‌های بسیار قوی برای مقابله با آن‌ها استفاده کنند. با این حال سیستم اخطاری برای سایر بازیکنان در بازی وجود دارد که در صورت فعال شدن یک بمب و هدف‌گیری به سمت یک منطقه، برای بازیکنانی که در آن منطقه قرار دارند زمانی معین برای تخلیه آن منطقه در نظر گرفته می‌شود؛ اما پس از شلیک بمب تمام ساختمان‌های آن منطقه ویران می‌شود. با این حال در صورت نابودی ساختمان‌های منطقه، بازیکنان می‌توانند نقشهٔ ساختمان‌ها را ذخیره کنند.
ساخت و ساز فال‌آوت ۷۶ نسخه بهبود یافته فال‌آوت ۴ است، به این صورت که بازیکنان می‌توانند پایگاه خود را هرجا که می‌خواهند بسازند و نقشه پایگاه خود را ذخیره کنند، همچنین می‌توان در هر زمان پایگاه را جابه‌جا کرد و با استفاده از نقشه پایگاه قبلی آن را دوباره بنا نمود.
فال‌آوت ۷۶ در ویرجینیای غربی جریان دارد و شش اقلیم مختلف را شامل می‌شود. جهان فال اوت ۷۶ مانند نسخه‌های پیشین جهان باز می‌باشد و نقشه این قسمت چهار برابر بزرگ‌تر از فال‌آوت ۴ است. همانند نسخه‌های قبلی فال اوت به بازیکن اجازه شخصی‌سازی شخصیت داده می‌شود؛ با این حال، در این نسخه انتخاب‌ها بسیار بیشتر از قبل بوده و بازیکن برخلاف نسخه‌های قبلی می‌تواند در هر زمانی شخصیت خود را از ظاهر گرفته تا جنسیت تغییر دهد.
سیستم ارتقاء شخصیت در فال‌آوت ۷۶ نسبت به نسخه‌های قبلی تغییرات بسیاری کرده‌است. سیستم SPECIAL همچنان حضور دارد ولی تغییراتی در آن صورت گرفته‌است، به این صورت که بازیکن با هر بار بالا رفتن سطح می‌تواند سطح یک SPECIAL را افزایش دهد و برای آن SPECIAL یک کارت انتخاب کند، هر SPECIAL می‌تواند تا سطح ۱۵ بالا برود، همچنین کارت‌ها هم دارای سطح می‌باشند و با ترکیب دو کارت مشابه می‌توان سطح کارت‌ها را افزایش داد، همچنین بازیکن می‌تواند قبل از رسیدن به سطح ۱۰، هر ۲ سطح یک بار و بعد از سطح ۱۰ هر ۵ سطح یک بار یک بسته کارت بگیرد که در هر بسته کارت تعدادی کارت تصادفی و یک آدامس به همراه یک لطیفه قرار دارد. قابلیت افزایش سطح SPECIAL از سطح ۵۰ به بعد متوقف می‌شود و بازیکن فقط می‌توان با هربار بالا رفتن سطح برای یک SPECIAL فقط یک کارت بردارد. همچنین بر اساس سطح هر SPECIAL می‌توان در آن‌ها کارت مهارت قرار داد و هر کارت بر اساس سطح خود فضا اشغال می‌کند، برای مثال اگر سطح قدرت بازیکن ۱۰ باشد، می‌تواند در آن ۱۰ کارت سطح ۱ یا ۵ کارت سطح ۲ قدرت قرار دهد.

### بخش آنلاین
فال‌آوت ۷۶ اولین بازی از این مجموعه است که کاملاً آنلاین می‌باشد و این موضوع تغییری مهمی در این مجموعه به‌شمار می‌رود؛ زیرا نسخه‌های پیشین این سری، به صورت آفلاین بودند و بخش آنلاین تنها توسط بسته‌های الحاقی و مودها در دسترس بازیکنان قرار می‌گرفتند. با این حال بازیکنان همچنان می‌توانند به صورت تک‌نفره به بازی بپردازند اما بازی نیاز دائمی به اتصال به اینترنت دارد. استودیو بتزدا اعلام کرد که سرورهای بازی اختصاصی خواهند بود تا بازیکنان تجربه بهتری در هنگام بازی داشته باشند.

## داستان

### پایگاه ۷۶
داستان بازی از پایگاه ۷۶ شروع می‌شود که یکی از ۱۷ پناهگاهی است که آمریکا برای بازماندگان بنا کرده‌است. با این حال در حقیقت این مکان‌ها نوعی آزمایشگاه برای گروه انکلیو است. (گروه انکلیو از بازماندگان دولت آمریکا، شامل رئیس‌جمهور، همراهان و محافظان وی، تشکیل شده‌است) و با انجام آزمایش‌ها غیرانسانی تأثیرات جنگ اتمی مواد پرتوزا را بر روی انسان‌ها آزمایش می‌کنند؛ با این حال در پناهگاه ۷۶ برخلاف بقیه پایگاه‌ها بر روی ساکنین این نوع آزمایش‌ها انجام نمی‌شود. پس از گذشت بیست سال از جنگ اتمی، درهای پایگاه باز می‌شوند تا ساکنین پایگاه در محیط جنگ زده شروع به ساختن و تجدید بناها کنند و ایالت ویرجینیا را بازسازی کنند.

### زمینه داستانی
داستان بازی در ویرجینیای غربی و در پایگاه ۷۶ شروع می‌شود. بر طبق دستورهای دولت درهای پایگاه باید ۲۰ سال بعد از جنگ اتمی باز می‌شدند اما مسئول پناهگاه که با نام "اورسیر" شناخته می‌شود بازشدن پناهگاه را تا پنج سال بعد یعنی تا سال ۲۱۰۲ به تعویق می‌اندازد. پس از آن مسئول پایگاه از تمام ساکنین می‌خواهد تا به بیرون از پایگاه بروند و جهان نابود شده را از نو بسازند.
داستان این قسمت، قبل از تمام نسخه‌های فال اوت رخ می‌دهد؛ درست ۲۵ سال بعد از جنگ اتمی بزرگ. زمانی که هنوز بسیاری از مناطق آمریکا تحت تأثیر تشعشعات اتمی بوده و غیرقابل سکونت است. بازیکن در نقش یکی از اعضا پناهگاه زیر زمینی، وظیفه دارد تا از پناهگاه خارج شود و شروع به بازسازی ایالت و شهرهای آن کند. به دلیل آنکه زمان چندانی از جنگ اتمی نگذشته‌است، شخصیت‌های غیرقابل بازی در بازی یافت نمی‌شوند و اتفاقات قبل و پس از جنگ توسط نوارهای صوتی که توسط افرادی که کشته شده‌اند، روایت می‌شوند؛ مدیر پناهگاه هم به دنبال یک مأموریت، از اعضای تیمش جدا شده‌است؛ بنابراین هدف اصلی شما در بازی پیدا کردن او و سایر تیم‌های بازمنده از جنگ اتمی است.

## تاریخ انتشار
فال‌آوت ۷۶ در تاریخ ۱۴ نوامبر ۲۰۱۸ (۲۳ آبان ۱۳۹۷) برای رایانه‌های شخصی، ایکس‌باکس وان و پلی‌استیشن ۴ منتشر شد. همچنین کسانی که بازی را پیش خرید کرده بودند توانستند نسخه بتای بازی را در ۲۳ اکتبر ۲۰۱۸ بر روی ایکس‌باکس وان و در رایانه‌های شخصی و پلی‌استیشن ۴، در ۳۰ اکتبر ۲۰۱۸ بازی کنند.